# Жан II Люксембург-Лін'ї
Жан II Люксембург-Лін'ї (*Jean II de Luxembourg-Ligny, 1392 — 5 січня 1441) — франко-нідерландський аристократ, військовий діяч Столітньої війни.

## Життєпис
Походив з роду Люксембургів. Син графа Жана де Сен-Поля та Жанни Енгієн, графині Брієнн. Був васалом герцога Бургундії Іоанна I. У 1414 році був призначеним губернатором міста Аррас. У 1418 році звільнив м. Санліс від облоги арманьяків. Того ж року був призначеним губернатором Парижу. Під час своєї каденції до 1420 року сприяв посиленню впливу англійців.
В ході кампанії 1420 року у Шампані втратив око, 21 серпня 1421 року у битві при Мон-ан-Віне проти армії дофіна Карла (майбутнього Карла VII) дістав травму носа та лівої половини обличчя. 1423 року брав участь в облозі Ландресі, тоді ж звитяжив у битві при Кравані. У 1425 році зумів за підтримки Джона Бедфордського відсудити графство Гіз у Рене Анжуйського. Стає радником короля Генріха VI, отримуючи 500 ліврів на рік.
Вів від імені герцога Бургундії перемовини з представниками короля Карла VII. Зрештою 21 серпня 1429 року уклав з останнім угоду в Комп'єні, згідно з яким встановлювалося перемир'я на 4 місяці, натомість Бургундія отримувала міста Комп'єнь, Санліс, Крей та Пон-Сенс-Массанс. Проте Крей та Комп'єнь не визнали влади Бургундії, а натомість запросили на допомогу Жанну д'Арк.
7 січня 1430 року в Брюге став одним з 24 перших кавалерів Ордена Золотого руна, утвореного на честь шлюбу Філіпа III, герцога Бургундії, та Ізабели Португальської. 23 травня 1430 році під час боїв біля Марньї загони Жанна Люксембурга захопили Жанну д'Арк. Втім 24 жовтня Люксембург зазнав поразки у битві при Комп'єні від французів.
Жан Люксембург тримав Жанну д'Арк у замку Бовуар. З одного боку від нього вимагав Філіп III Бургундський передати полонянку йому, з іншого боку — П'єр Кошон, єпископ Бове, чинив тиск на Люксембурга задля передачі Жанни англійцям, а двоюрідна бабуся Жана Люксембурга — Жанна Люксембурзька — бажала передачі д'Арк французам, інакше вона не заповість графство Лін'ї. Тому тривалий час Жан Люксембург не знав що робити, на кшталт буриданового віслюка. Проте, тільки тітка померла, він продав Жанну д'Арк англійцям за 10 тис. ліврів.
У 1435 році Жан Люксембург відмовився визнати угоду в Аррасі між Францією та Бургундією. Тому проти нього став готувати кампанію король Карл VII, але 1441 року Жан раптово помер.
Його землі успадкував небіж Луї де Сен-Полю

## Родина
Дружина — Жанна (д/н-1449), донька Робера VIII, графа Бетюн
дітей не було